# サン・アントニオ級ドック型輸送揚陸艦
サン・アントニオ級ドック型輸送揚陸艦（サン・アントニオきゅうドックがたゆそうようりくかん、英語: San Antonio-class amphibious transport dock）は、アメリカ海軍のドック型輸送揚陸艦（LPD）の艦級。

## 来歴
1980年代より、アメリカ海軍は海兵隊と共同で、揚陸艦の近代化・輸送力向上のための研究に着手していた。この結果、従来は様々な種類の艦を寄せ集めて適宜編成されていた両用即応群（ARG）の構成艦の均一化が計画された。この新編成においては、強襲揚陸艦（LHAまたはLHD）とドック型輸送揚陸艦（LPD）、ドック型揚陸艦（LSD）1隻ずつで構成されることとされていた。当時、トーマストン級およびアンカレッジ級LSDの老朽化が進んでいたことから、まずこれらを代替するホイッドビー・アイランド級およびハーパーズ・フェリー級12隻が建造された。続いてLPDとして建造されたのが本級である。
1988年より、まず種々の選択肢の検討による暫定要求仕様の準備が着手された。1989年から1992年にかけて可能性研究、1993年から1994年にかけて予備設計、1994年から1996年にかけて契約設計が行われた。ネームシップの建造は1996年度計画で認可され、1996年12月、エイボンデール造船所が建造契約を落札したものの、入札で敗れたインガルス造船所の抗議のために、実際の建造契約は1997年4月まで遅延した。

## 設計
設計にあたっては、アメリカ海軍の揚陸艦として初めてステルス性への配慮が導入された。特にマストについては周囲が八角柱に近い構造のパネルにより覆われた先進型閉囲マスト/センサーとなっており、外部からのレーダー波を反射し、自艦の電波は透過するようになっている。前檣の頂部ドームにはAN/SPQ-9B低空警戒レーダー、本体内にはAN/SPS-73(V)13対水上捜索レーダーが、また後檣にはAN/SPS-48E 3次元レーダーが装備される。これらの配慮により、レーダー反射断面積（RCS）はオースティン級の1パーセント程度にまで低減されている。13番艦「リチャード・M・マクール・ジュニア（LPD-29）」では、本級として初めて対空捜索レーダーにAN/SPY-6(V)2を搭載した。
居住区は、士官用のものは上部構造物に、海兵隊員用を含む大部分は主船体内の車両甲板の直前に設けられている。就寝時・起床時兼用寝台（Sit-up berth）の採用や艦内広域ネットワーク（SWAN）による電子メール送受信など、艦内生活の質的向上にも意が払われた。
主機関はホイッドビー・アイランド級およびハーパーズ・フェリー級と基本的に同構成で、ターボチャージャーを備えたコルト-ピルスティク16PC2-5 STC中速ディーゼルエンジン4基によって構成されており、可変ピッチ・プロペラ2軸を駆動するCODAD方式である。また煙突は左右非対称の配置となっており、右前部と左中部にある。機械室と補機室は横隔壁によって複数区画に分割されており、被害極限による生残性向上が考慮されている。
12番艦「フォート・ローダーデール (LPD-28)」より、サンアントニオ級の基本設計を修正した後継艦『LX（R）級ドック型水陸両用輸送艦』のベースとなる「フライトII」に準じた設計変更が行われ、本級の特徴的外観であった「ステルスマスト」を廃し、アメリカ海軍艦で一般的な鋼材ラティスマストを採用するなど、様々な形で建造コスト圧縮が行われている。また、アメリカン・スーパーコンダクター社が製造した「高温超伝導体」を利用する『対機雷防御用消磁システム』を採用して艦艇の磁気特性低減を図っている。

## 能力

### 輸送揚陸機能
本級は、オースティン級（クリーブランド級およびトレントン級を含む）のみならず、チャールストン級貨物揚陸艦やニューポート級戦車揚陸艦をも代替するものとして設計された。
貨物揚陸艦のようなクレーンによる重量物の舷側揚陸能力、戦車揚陸艦のような擱座着岸能力、従来のドック型輸送揚陸艦のような揚陸指揮艦能力には欠けているが、これら3艦種とLSDを合わせたほどの輸送揚陸能力を備えている。1990年代の揚陸艦はいずれも車両搭載能力が不足していたことから、本級では3層・計2,323 m2に及ぶ車両甲板が確保されている。物資搭載能力は963 m3であり、また弾薬についてはパレット搭載分708 m3、弾薬庫1,007  m3に収容できる。このほか、ジェット燃料（JP-5）1,196 m3、ガソリン38 m3も搭載できる。また逆浸透膜による海水淡水化装置5基を備えており、それぞれ毎日45,000リットルの真水製造能力を備えている。
病院船機能として、手術室2室と病床24床が設けられており、また必要であれば更に病床を100床に拡張することができる。
LPDはもともと強襲揚陸艦に近い性格を備えていたことから、本級も優れた航空運用能力を備えている。上部構造物の後端はハンガーとされており、MV-22Bティルトローターであれば2機、CH-46E輸送ヘリコプターであれば4機を収容できるほか、AV-8B垂直離着陸機の支援も可能である。また艦尾甲板はヘリコプター甲板とされており、発着スポット2個が設定されている。またヘリコプター甲板直下のウェルドックはオースティン級と同程度の面積であり、LCACであれば2隻、LCUであれば1隻、AAV7であれば14両を収容できる。

### 個艦防御機能
アメリカ海軍では、全てのヴィークルが協力しあって交戦することを構想しており、このために本級にもかなり強力な戦闘指揮システムが導入されている。戦術情報処理装置としてACDSブロック1が搭載されており、これを含めた統合システムとして艦艇自衛システム（SSDS）Mk.2が構築されている。統合戦術情報伝達システム（JTIDS）が搭載されているほか、共同交戦能力（CEC）も導入されている。
各級指揮官の情報共有・戦術状況評価のためのC4IシステムとしてAN/USQ-119C(V)27 JMCISが装備されているほか、水陸両用作戦の指揮・統制のため、AN/KSQ-1強襲揚陸指揮システム（AADS）も装備されている。
武装として、近距離の空中目標に対してはRAM近接防空ミサイルの21連装発射機2基、水上目標に対してはMk.46 30mm機関砲が搭載されている。当初計画では、上部構造物直前にESSM個艦防空ミサイルのためのMk.41 VLS16セルの搭載が予定されていたが、まず当初3隻分から、その後最終的に全艦で削除された。しかし後日装備可能なように容積・重量の余地は確保されている。

## 同型艦
2024年9月までに13隻が就役している。1番艦の建造費は約14億USドルであった。
| フライト | #      | 艦名                                                        | 建造所         | 起工            | 進水            | 就役            | 母港                                  |
| -------- | ------ | ----------------------------------------------------------- | -------------- | --------------- | --------------- | --------------- | ------------------------------------- |
| I        | LPD-17 | サン・アントニオ USS San Antonio                            | エイボンデール | 2000年 12月9日  | 2003年 7月12日  | 2006年 1月14日  | バージニア州 ノーフォーク海軍基地     |
| I        | LPD-18 | ニューオーリンズ USS New Orleans                            | エイボンデール | 2002年 10月14日 | 2004年 12月11日 | 2007年 3月10日  | 長崎県佐世保市 佐世保基地             |
| I        | LPD-19 | メサ・ヴェルデ USS Mesa Verde                               | インガルス     | 2003年 2月25日  | 2004年 11月19日 | 2007年 12月15日 | バージニア州 ノーフォーク海軍基地     |
| I        | LPD-20 | グリーン・ベイ USS Green Bay                                | エイボンデール | 2003年 8月11日  | 2006年 8月11日  | 2009年 1月24日  | 長崎県佐世保市 佐世保基地             |
| I        | LPD-21 | ニューヨーク USS New York                                   | エイボンデール | 2004年 9月10日  | 2007年 12月19日 | 2009年 11月7日  | フロリダ州 メイポート海軍補給基地     |
| I        | LPD-22 | サンディエゴ USS San Diego                                  | インガルス     | 2007年 5月23日  | 2010年 5月7日   | 2012年 5月19日  | 長崎県佐世保市 佐世保基地             |
| I        | LPD-23 | アンカレッジ USS Anchorage                                  | エイボンデール | 2007年 9月24日  | 2011年 2月12日  | 2013年 5月4日   | カルフォルニア州 サンディエゴ海軍基地 |
| I        | LPD-24 | アーリントン USS Arlington                                  | インガルス     | 2008年 12月18日 | 2010年 11月23日 | 2013年 2月8日   | バージニア州 ノーフォーク海軍基地     |
| I        | LPD-25 | サマセット USS Somerset                                     | エイボンデール | 2009年 12月11日 | 2012年 4月17日  | 2014年 3月1日   | カルフォルニア州 サンディエゴ海軍基地 |
| I        | LPD-26 | ジョン・P・マーサ USS John P. Murtha                        | インガルス     | 2012年 6月6日   | 2014年 10月30日 | 2016年 10月8日  | カルフォルニア州 サンディエゴ海軍基地 |
| I        | LPD-27 | ポートランド USS Portland                                   | インガルス     | 2013年 8月2日   | 2016年 2月13日  | 2017年 12月14日 | カルフォルニア州 サンディエゴ海軍基地 |
| I        | LPD-28 | フォート・ローダーデール USS Fort Launderdale               | インガルス     | 2017年 10月13日 | 2020年 3月28日  | 2022年 7月30日  | バージニア州 ノーフォーク海軍基地     |
| I        | LPD-29 | リチャード・M・マクール・ジュニア USS Richard M. McCool Jr. | インガルス     | 2019年 4月12日  | 2022年 1月5日   | 2024年 9月7日   | バージニア州 ノーフォーク海軍基地     |
| II       | LPD-30 | ハリスバーグ USS Harrisburg                                 | インガルス     | 2022年 1月28日  | 2024年 10月5日  |                 |                                       |
| II       | LPD-31 | ピッツバーグ USS Pittsburgh                                 | インガルス     | 2023年 6月2日   |                 |                 |                                       |
| II       | LPD-32 | フィラデルフィア USS Philadelphia                           | インガルス     |                 |                 |                 |                                       |
| II       | LPD-33 | トラヴィス・マニオン USS Travis Manion                      |                |                 |                 |                 |                                       |

## 登場作品

### 小説
『日中開戦7　不沈砲台』　ISBN 978-4-12-501348-0
在日米軍佐世保基地内で修理中だった「グリーン・ベイ」が出撃し長崎に侵攻している中国人民解放軍と戦闘を行う。
『攻撃目標を殲滅せよ』　ISBN 978-4-16-766114-4
アメリカ海軍特殊部隊 (NAVSPECFORCE)の所属 第13番艦「エヴァンス・Ｆ・カールソン」として登場する。

### ゲーム
『大戦略シリーズ』
『マーセナリーズ2 ワールド イン フレームス』
「ミサイル駆逐艦」という名称で登場。国連軍が使用する駆逐艦という扱いになっており、127mm艦砲、RIM-116 RAM艦対空ミサイル、ファランクス CIWS、巡航ミサイルを搭載している。
『エースコンバット7 スカイズ・アンノウン』
オーシア国防海軍所属の揚陸艦として登場。劇中では「ワッグテイル」「パフィン」「ターミガン」「フェザント」他の6隻が登場する。
『コール オブ デューティシリーズ』
『COD:MW3』
アメリカ海軍所属艦が登場。マンハッタン島沖に何隻かが大破・傾斜した状態で放棄されているのが確認できる。
『COD:BO2』
アメリカ海軍所属艦が登場。 架空の空母「バラク・オバマ」とともに艦隊を組んでいるが、敵の空挺兵やドローンの襲撃を受けて何隻かが撃沈されている。